# Institut national des langues indigènes
L’Institut national des langues indigènes (en espagnol : Instituto Nacional de Lenguas Indígenas, souvent abrégé en l'acronyme INALI), est une institution créée en 2003 et un organisme décentralisé de l’Administration publique fédérale du Mexique, ayant pour objectif la promotion, la préservation et le développement des langues indigènes du pays, des différentes cultures de la nation, et de conseiller les organismes gouvernementaux pour les aider à articuler les politiques publiques nécessaires en la matière.